# 紋章術
紋章術（もんしょうじゅつ）とは、スターオーシャンシリーズの世界における魔法のことを解説する。

## 概要
行使する術によって決められた幾何学模様＝紋章を何らかの媒体に書き込み、そこに精神力を流し込んで紋章力と呼ばれるエネルギーを生成、特別な現象を発動させる技術。高度・強力な術ほど複雑な紋章が必要となる。簡素な紋章であれば平面に書き出す事が可能な程度だが、一部の複雑なものは立体的な紋様になる。
これらの紋章にはそれ自体に言語のような意味が存在し、紋章の内容によって術の効果や強さ等が決定されるため、書かれている紋章に後から何かを書き足したりすれば、当然の内容も変わる。簡単な紋章は術の大まかな効果しか組み込まれておらず、威力や対象は術者の精神力によって制御される事が殆どであるが、高等な術になると紋章の中に対象や効果範囲を指定する言語が組み込まれている場合が多いというよりも、人一人の精神力で扱える範疇を逸脱する規模のものは、そうしないと術の発動自体が困難である。技術を使いこなす者を紋章術士と呼ぶ。
なお、『SO3』に登場するエリクール2号星においては施術（せじゅつ）、術士は施術士と呼ばれる。『SO4』では紋章術という言葉自体存在しないので、エルダー人とレムリック人は呪紋（じゅもん）という呼び名を使う。『SO5』では呪印術（じゅいんじゅつ）、術士は呪印術士と呼ばれる。

## 人種による違い
ネーディアンを除く、全ての人種は紋章を書き込んだ何らかの媒体を通してのみ術が発動できる。術者と紋章の距離が近いほうが効率よく術を行使できるため、『SO2』のセリーヌや『SO3』のネル、『SO4』のフェイズ、ミュリア、エイルマットは、体の一部に刺青のような形で紋章を書いており、レオンは常に各ページに紋章が描かれた本を携帯、リムルは紋章を地面に描くことで術を行使する。
このため、紋章術を扱うには本人の力量と、「どういう紋章を書くのか」と言う知識が必要になる。十分な力量があっても、紋章を知らなければ術を使えるようにはならない。

### ローク人
惑星ロークの住民は、ムーア人と原住民であった紋章力生命体『ルーン』の混血である。ムーア人とは、紀元前1万2000年前の地球のムー大陸にいた民族のことである。
彼らが如何にして紋章術を身に付けたのか、紋章力生命体『ルーン』とは何者なのか、これらは明らかにされていない。

### エクスペル人
惑星エクスペルでは、他者の傷を癒したりする効果を持つ「回復」の紋章術は、レナしか扱う事が出来ない。この時代のエクスペルでは紋章術は一般的に知られているが、一部の紋章術に詳しい者以外ではそれが紋章術の一種だとさえ認識するに至らず「特殊な能力」として扱われており、回復の紋章について知る者は一人も居ない。
この事は、レナがエクスペル人とはどこか違うと言う事を序盤から匂わせる伏線であるが、詳しい理由については語られていないため、不明である。
単にネーデ以外の場所では紋章のパターンが未発見、もしくは失伝しているだけ
この場合は、遥か昔にはネーディアン以外でも回復の紋章術を扱う者が存在した可能性もあり、紋章を知れば他のエクスペル人でも回復の術が扱えるようになる事になる。
エンディングパターンの一種では、レナとセリーヌが回復の紋章術を一般化させるために研究している場面がある。
また、エクスペルのクロス洞穴で発見された古文書に『遥か昔に存在した神々の楽園』としてネーデの名が出てくると語られる場面もあり、過去、エクスペルにネーディアンの末裔が移住していた可能性も考えられる。
元々回復の紋章がネーディアンのDNAの中にしか存在しない
回復の紋章がDNAと言う形態を取らなければ書き表す事が出来ないものであるか、もしくはDNAを読み解いて紋章に表す事が実現できないかのどちらか。前者である場合、ネーディアンやネーディアンとの混血など、そのDNAを持つ人間が絶滅してしまうと、その惑星から回復の紋章が完全に失われる事になる。後者であればDNAを読み解いて現実のものとする可能性は残されているが、やはりそれらの人間が死ねば失われてしまう事になる。
ただし、『SO3』でクラウストロ人であるクリフ、ミラージュも『コモンサポートスペル』というスキルを習得することによって回復術を使えたことから、平易な回復術ならネーディアン以外でも使用できると思われる。

### エリクール人
エリクール2号星の住民は、かつてのネーデ崩壊の際に移住したネーディアンの子孫と原住民との混血である。
施術士たちは紋章無しに紋章術（施術）を行使すること自体はできないが、ネーディアンの血が濃いほど紋章術（施術）に対する適性が高く、紋章力を目で知覚することができ、生物のみならず地面や石など、あらゆる物に宿る紋章力を視認可能な人物を『アペリスの聖女』と呼ぶ。
またエリクールでは回復の紋章も一定程度保存されていることも、彼らがネーディアンの子孫であることを示している。シランド城にて、適性表とも言える『血統限界表』を閲覧できる。

### エルダー人・レムリック人
『SO4』のエルダー人も呪文という形で紋章術を使用しており、レムリック人も紋章を用いている。元々レムリック人は遙か昔にレムリックへたどり着いたエルダー人の子孫であり、その際にレムリックへ伝えられた技術が独自に発展したもの。
レムリック自体の文明レベルは高くないが、呪文においては異世界の門を開いてそこの住人と契約するなど高いレベルで発展している。リムルは異世界でケルベロスと出会って、契約を交わしている。

### 地球人
『SO3』のフェイト、ソフィア、マリアは遺伝子操作により、DNAに紋章が刻まれているため、生まれつき紋章術を行使する素質が備わっている。フェイトはエリクール２号星の現地の人（施力を目で知覚することが可能）からは「凄まじい施力を纏った少年」と評されることがあり、能力的にも桁外れの素養を持つことが示唆されている。
『SO4』のエッジ、レイミ、クロウは『フォーチュンベイビー計画』の一環として、かつてのムーア人が持っていた力＝紋章術を行使する力を生まれつき備えている。
このことから、かつてのムーア人は紋章術を使用していたことが窺える。SO3の遺伝子操作とは技術的には別の体系とされている。

### ネーディアン・モーフィス
他の人種と違って、よほど高度な術で無い限り紋章を書き込んだ媒体を使わずに術の行使が可能。実際、ネーディアンであるレナやノエルはどこにも媒体になるものを所持しておらず、直接紋章術を発動する。
これは、ネーディアンはDNAに紋章が刻まれている人種であるため、自身の存在自体が紋章の媒体であるとも言えるためである。従って、紋章術を使う使わないに関わらず、全てのネーディアンは生まれもっての紋章術士なのである。
具体的にどのレベルの術まで紋章をDNAの中に所持しているのかは明らかにはなっていないが、個人レベルで扱う術なら殆ど全て刻まれているものと思われる。そのため、ネーディアンは力量（と本人の属性適性）さえ十分になれば（いわゆるレベルアップ）、あとは紋章を知るだけで殆どの術は行使出来るようになる。
惑星EnIIの住民であるモーフィスは作中でネーディアンの末裔であると示唆されているが、ミュリアも回復の紋章術を行使できる。また惑星バロックダーク攻略戦に参加したモーフィス兵の中にも回復の紋章術を扱える者がいた。
ただしミュリアに関しては、杖を媒体として使用し、身体への紋章の書き込みも行っている。SO2に登場したネーディアンのように遺伝子に紋章が刻まれていないか、刻まれているとしても強力な術の行使には媒体が要求されるのであろう。
なお、同じくモーフィスであるバッカスは作中で紋章術を行使する場面は一度もない。（生身の肉体を失ってしまったため行使『できない』のか、単に彼の戦闘スタイルに合わないため行使『しない』のかは不明）

## 紋章術に対する適性
ランティス博士によって、ネーディアンの遺伝子配列が紋章術を行使する事において考え得る最適な配列をしている事が立証されてしまっている。そのため、レナやノエルのようなネイティヴなネーディアンが最も紋章術を行使するのに適した人種であり、それ以上に紋章術に適した人種が現れることは、理論上無い。
ただし、ネーデにおける一般的な書物では以上のように説明されているのだが、実の所これは情報操作の結果生じた認識である。実際は十賢者というネーディアンを素体に遺伝子操作によって通常のネーディアン以上の紋章力を手に入れた生体兵器が存在するが、彼らの出自ゆえに他の十賢者関連情報同様の理由によって隠匿されている。尤も、紋章を刻まずに術を行使できるネーディアンは、エクスペル人やローク人といった他の紋章技術の発達した人種よりも適性があるのは間違いない。
ネーディアン以外にもDNAに紋章が刻まれている人種が存在するのかどうか、ネーディアンと他人種との混血はどうなのかと言う点に関しては詳しく語られていないが、『SO3』ではエクスペル人の一部にネーディアンの特徴を持った人物が稀に生まれ、紋章術に対する高い適性や、長い耳などの外見的特徴を出す者がおり、作中に登場したネーディアンの特徴（回復の呪紋、長い耳）を現している人物は『SO2』のノエルに酷似しており、子孫ではないかと言われている。

## 紋章剣
アシュトンの使う紋章術と剣技を融合させたアンカース家一子相伝の剣術。自身に紋章を刻んでいるのか、何か外部の紋章を使っているのかは明言されていないが、漫画版ではデッドトライアングル使用時に、剣の柄の宝石部に紋章の様な物が浮かんでいるのが確認できる。

## 紋章科学
これらの紋章術を単なる不思議な現象で完結させず、科学的にも取り扱うために紋章術と科学技術を融合させた学問。
人間が扱いうるレベル以上の紋章力を生み出す事が可能であり、『SO2』に登場したオペラの使う紋章銃や、無数の魔物を消し飛ばしたラクールホープ（紋章兵器）、『SO3』のサンダーアロー（施術兵器）などもこの技術による物である。

### クォドラティック・スフィアとクォドラティック・キー
この紋章科学の粋を集めた結晶がクォドラティック・スフィアとクォドラティック・キーであり、紋章力を結晶化させたクォドラティック・スフィアと、エナジーストーンと呼ばれる鉱物を極限まで高純度に精製、さらに一定の構造を持つ様に加工する事で生まれるクォドラティック・キーの、二つを組み合わせる事で生まれるエネルギー量は反物質の生み出すエネルギーすら凌駕し、さらに使い方も自在で、惑星の公転軌道をずらす事もできる。
しかし、欠点として二つを組み合わせなければ莫大なエネルギーは生み出せない上に、二つは作成時点で一対の関係になってしまうため、替えが効かない事や、クォドラティック・キーの材料であるエナジーストーンと呼ばれる物質が希少である上に、生き物の精神や肉体を歪める力を持っている事などが挙げられる。後者の問題については後にプリシス・F・ノイマンがマナクリーナーを発明し解消されている。
『SO2』までは、地球の科学技術を遥かに越えたオーバーテクノロジーだったが、SO3の時代では、実用化に成功している。更には惑星一つすら消滅させてしまうほどのクリエイションエネルギーの生成源として銀河連邦の戦闘艦に搭載されている。

## 紋章遺伝学
生物の遺伝子情報を解析し、遺伝子操作を行うことによって、紋章術を自由自在にコントロールできるようになる禁断の学問。
DNAに紋章を直接刻むので、紋章術の適性が皆無の者でも行使が可能になる。逆に適性を限界まで引き上げるために、ある生物の遺伝子情報を無理やり改ざんすることも可能である。

### 紋章の正体
紋章術において用いられる紋章とはエターナルスフィアを構成するプログラム言語であり、紋章術によって起きる現象はエターナルスフィアの構成プログラムを書き換えることにより起こる事象である。